# يوزف باران
يوزف باران (بالبولندية: Józef Baran)‏ هو كاتب أغاني وكاتب وشاعر بولندي، ولد في 17 يناير 1947 في Borzęcin, Lesser Poland Voivodeship ‏ في بولندا.